# Masacre de Sagamihara
La masacre de Sagamihara fue un asesinato masivo ocurrido el martes 26 de julio de 2016 entre las 2:30 y 3:00 de la madrugada (hora en Japón), donde 19 personas fueron asesinadas y 26 fueron heridas en un centro para personas con discapacidad en Sagamihara, Japón. Un hombre de 26 años fue arrestado como sospechoso de homicidio. NHK reporta que el perpetrador solía trabajar en el centro.

## Perpetrador
El autor de la masacre, Satoshi Uematsu (植松 聖, Uematsu Satoshi, nacido el 20 de enero de 1990), de 26 años, había trabajado en las instalaciones del centro de discapacitados, en donde cometió la masacre, y fue detenido por agentes de policía en relación con el ataque, en el centro Tsukui Yamayuri-en, situado en la ciudad de Sagamihara (Prefectura de Kanagawa), al oeste de Tokio y de Yokohama, capital de Kanagawa. Según los investigadores, Uematsu fue apuñalando a internos con discapacidad intelectual mientras dormían.

### Antecedentes
En febrero pasado, Uematsu fue ingresado por las autoridades locales en un hospital psiquiátrico. Las autoridades municipales lo ingresaron después de que encontraran evidencia que lo incriminaba en una carta dirigida al presidente de la Cámara de Representantes de Japón, en la que decía que tenía planeado atacar dos centros para discapacitados, incluyendo el de Sagamihara. En el hospital psiquiátrico dio positivo por marihuana cuando fue internado, pero días más tarde salió del centro cuando consideraron que se encontraba bien psíquicamente.
En 2020, Uematsu fue condenado a pena de muerte. Actualmente está esperando su ejecución. 